# Сартогай
Сартогай (каз. Сарытоғай, до 19?? года Едильсай) — село в Темирском районе Актюбинской области Казахстана. Входит в состав Алтыкарасуского сельского округа. Код КАТО — 155633400.

## Население
В 1999 году население села составляло 310 человек (160 мужчин и 150 женщин). По данным переписи 2009 года в селе проживало 220 человек (112 мужчин и 108 женщин).